# Swojków (województwo świętokrzyskie)
Swojków – wieś w Polsce położona w województwie świętokrzyskim, w powiecie opatowskim, w gminie Lipnik.
| SIMC    | Nazwa        | Rodzaj    |
| ------- | ------------ | --------- |
| 0797524 | Pod Malżynem | część wsi |
| 0797530 | Z Nadziału   | część wsi |

W latach 1975–1998 miejscowość położona była w województwie tarnobrzeskim.